# Бренішка (комуна)
Бренішка (рум. Brănișca) — комуна у повіті Хунедоара в Румунії. До складу комуни входять такі села (дані про населення за 2002 рік):
- Берештій-Ілієй (25 осіб)
- Боз (486 осіб)
- Бренішка (702 особи) — адміністративний центр комуни
- Джалакута (25 осіб)
- Кебешть (26 осіб)
- Ровіна (209 осіб)
- Тирнава (171 особа)
- Тирневіца (161 особа)
- Фуркшоара (26 осіб)

Комуна розташована на відстані 307 км на північний захід від Бухареста, 11 км на північний захід від Деви, 114 км на південний захід від Клуж-Напоки, 121 км на схід від Тімішоари.

## Населення
За даними перепису населення 2002 року у комуні проживала 1831 особа.
Національний склад населення комуни:
| Національність   | Кількість осіб | Відсоток |
| ---------------- | -------------- | -------- |
| румуни           | 1816           | 99,2%    |
| угорці           | 14             | 0,8%     |
| росіяни-липовани | 1              | 0,1%     |

Рідною мовою назвали:
| Мова      | Кількість осіб | Відсоток |
| --------- | -------------- | -------- |
| румунська | 1818           | 99,3%    |
| угорська  | 12             | 0,7%     |
| російська | 1              | 0,1%     |

Склад населення комуни за віросповіданням:
| Релігія            | Кількість осіб | Відсоток |
| ------------------ | -------------- | -------- |
| православні        | 1746           | 95,4%    |
| п'ятдесятники      | 31             | 1,7%     |
| баптисти           | 29             | 1,6%     |
| реформати          | 12             | 0,7%     |
| римо-католики      | 10             | 0,5%     |
| греко-католики     | 1              | 0,1%     |
| не вказали релігію | 2              | 0,1%     |